# 辽西鸟属
辽西鸟属（学名：Liaoxiornis）是反鸟亚纲存疑的一属。只有娇小辽西鸟（Liaoxiornis delicatus）一个种，由侯连海和陈丕基于1999年描述。由于该物种所命名的标本属于一只刚孵化的雏鸟，无法与成年标本相匹配，因此也无法确认来自同一地层的哪些鸟类代表该物种的成鸟。路易斯·恰佩等人认为辽西鸟是不确学名，或至少是个疑名，并提议禁止使用此名

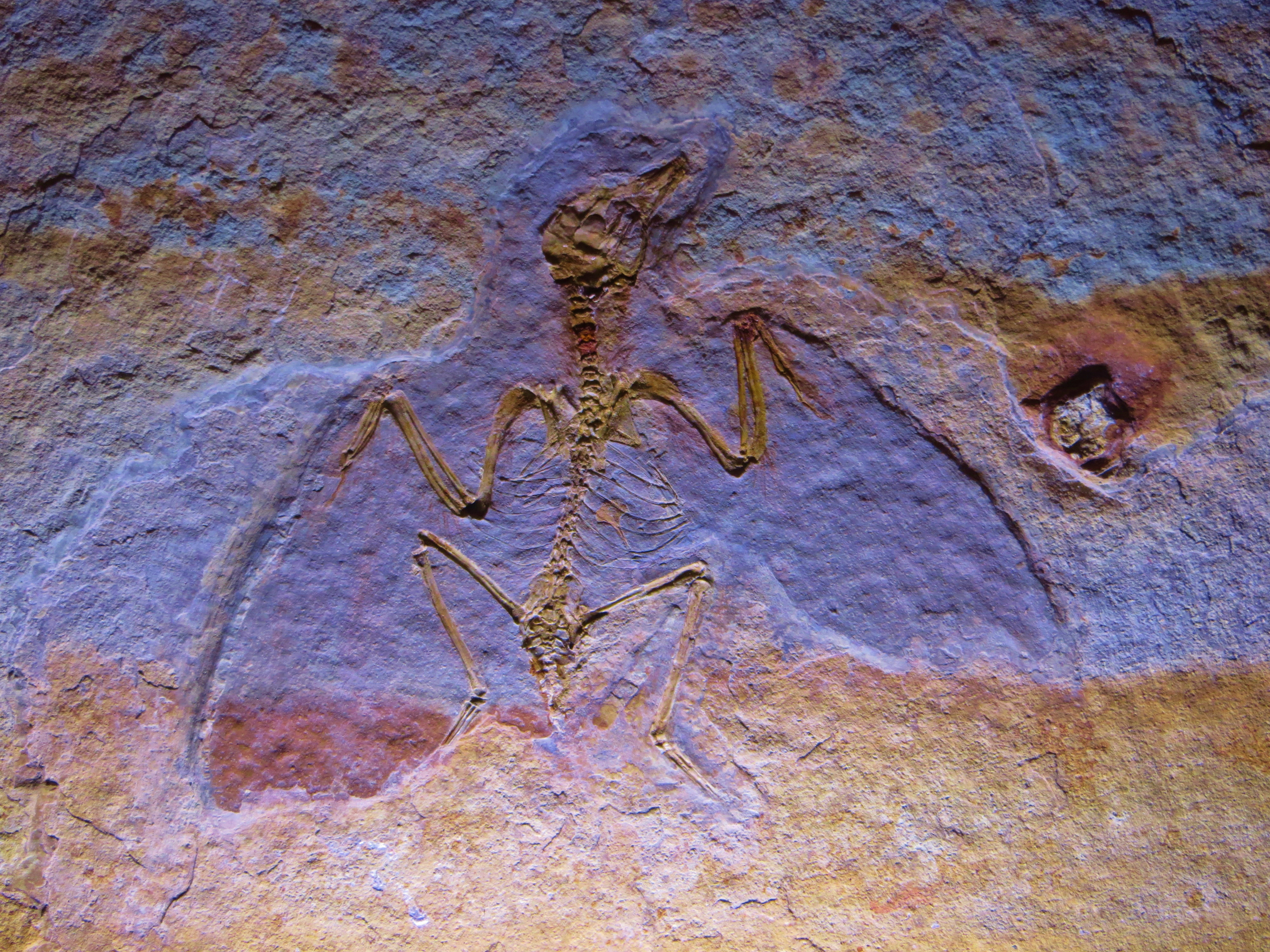
威尼斯自然史博物馆的娇小辽西鸟化石

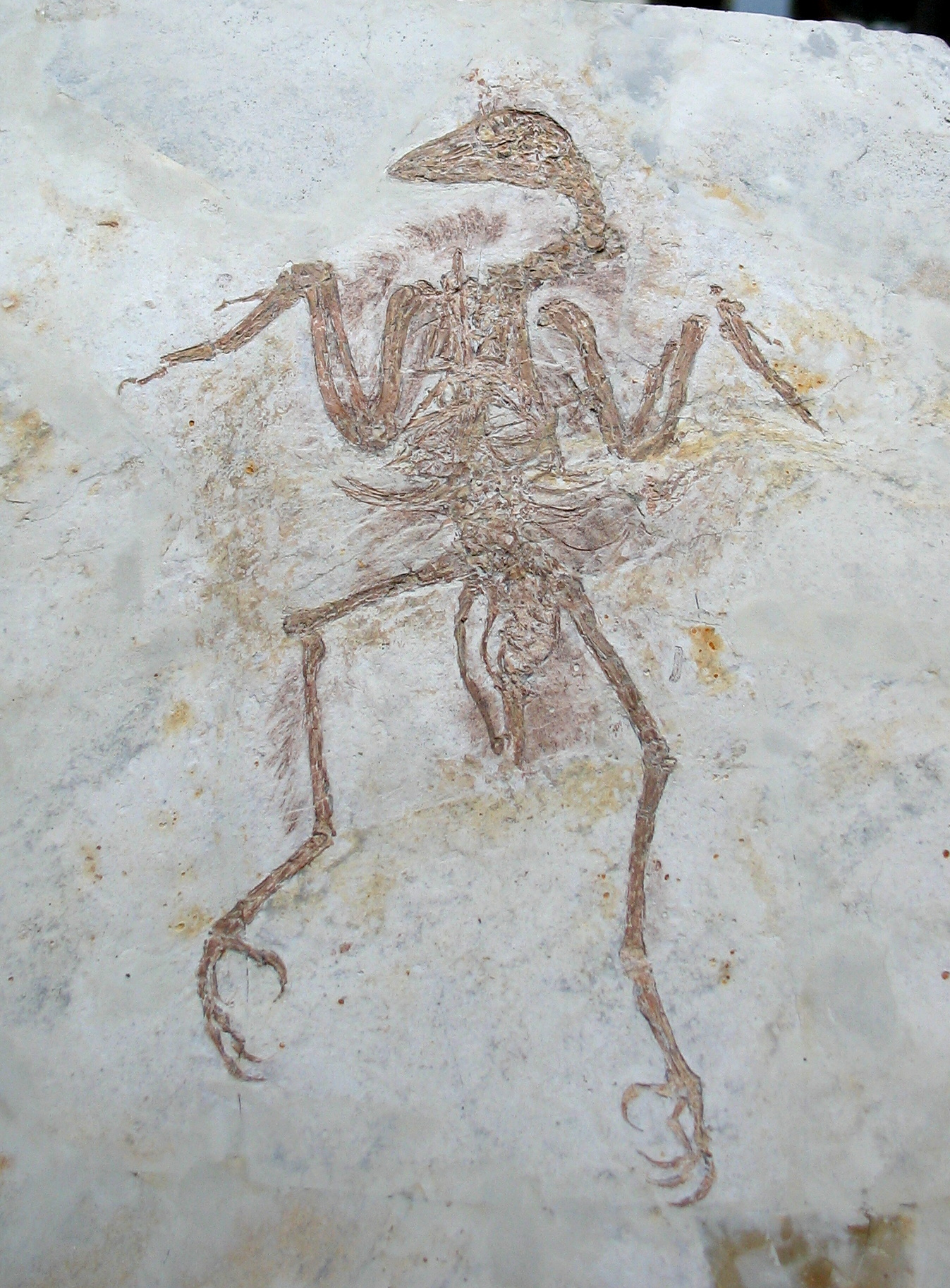
马德里地质博物馆的另一娇小辽西鸟化石

## 历史
1999年，南京地质古生物研究所的侯连海和陈丕基简要描述了博物馆获得的一件非常小的鸟类标本，并将其命名为娇小辽西鸟。一个月后，季强、姬书安两人将中国地质博物馆（北京）获得的另一标本命名为小凌源鸟。不久便发现两家博物馆拿到的实际上是同一件标本的阴阳两模，而鉴于娇小辽西鸟命名稍早，故此名优先。
正模标本完整且关节连接，虽有成熟飞羽，但骨头多为软骨、胸骨小、头部及眼部较大、骨骼未融合等特征均表明其为幼体。周忠和与侯连海（2001年）将其归入反鸟类，并描述成与华夏鸟一样进阶。同一地层还发现了其它几件反鸟类标本，但均为幼体，无法确定是否属于同一物种，故后续研究者建议，鉴于上述原因，该分类单元应被视为无效而忽略。